# Gohar Eshghi
Gohar Eshghi (em persa: گوهر عشقی) é uma ativista civil, uma das Mães Queixosas Iranianas e mãe de Sattar Beheshti, blogueiro iraniano que foi morto em novembro de 2012 devido a severas torturas enquanto estava sob custódia das forças de segurança da República Islâmica, no Irã. Após a morte de seu filho, ela fez muitos esforços para levar o(s) assassino(s) à justiça. Ela chamou a atenção da mídia para as circunstâncias da morte de seu filho e causou uma grande controvérsia no sistema político governante do Irã. Em 2022, ela foi nomeada na lista das 100 mulheres mais inspiradoras do mundo, pela BBC.

## Histórico
Gohar Eshghi nasceu em 1946, em Neishabour, uma cidade no nordeste do Irã.
Ela foi a segunda esposa de Sardar Beheshti, com quem teve quatro filhos: Aliasghar, Sattar, Rahim e Sahar. Depois de se separar do marido, ela morou com o segundo filho, Sattar. Gohar Eshghi foi dona de casa a vida toda, então, para ganhar a vida após a separação, ela trabalhou como faxineira e até em um necrotério.

## Morte de Sattar
O filho de Gohar Gohar, Sattar, de 35 anos, era um blogueiro pouco conhecido e foi preso em sua casa no dia 30 de outubro de 2012 pela Polícia Cibernética (FATA) pelo que as autoridades classificaram como "ações contra a segurança nacional nas redes sociais e no Facebook".
Ele morreu em circunstâncias suspeitas e pouco claras enquanto estava sob custódia do governo, mas acredita-se que ele tenha morrido por tortura. Em 6 de novembro, as autoridades disseram à família de Beheshti para reivindicar seu corpo no Instituto Médico Legal de Kahrizak e os advertiram a não falar com a mídia, informou o site de notícias reformista Kaleme. Em 8 de novembro, Kaleme publicou uma carta que o site disse ter vindo do blogueiro na qual ele escreveu que havia sido submetido a "abuso físico e verbal" durante seus interrogatórios. A carta também dizia que quaisquer confissões que ele possa ter feito eram falsas e extraídas sob tortura, informou o site. Em 10 de novembro, Kaleme publicou uma carta assinada por 41 presos políticos na prisão de Evin que dizia que o corpo de Beheshti apresentava sinais de tortura e que ele foi espancado durante o interrogatório, repetidamente ameaçado de morte e pendurado no teto.
Pouco tempo depois, as autoridades de Sattar também ameaçaram prender a filha de Gohar, atormentando e forçando Gohar a assinar uma carta de consentimento legal.
Em 2014, um tribunal condenou um policial chamado Akbar Taghizadeh, supostamente envolvido no assassinato de Sattar Beheshti, a três anos de prisão, 74 chicotadas e dois anos de exílio interno. Mas o oficial foi acusado apenas de homicídio culposo, enquanto a família e entes queridos de Sattar, incluindo Gohar Eshghi, insistem que foi assassinato premeditado. Gohar Eshghi considera Khamenei pessoalmente responsável pela morte de seu filho.
Gohar Eshghi estava entre um grupo de mulheres que se reuniu com a ex-chefe de política externa da UE, Catherine Ashton, durante sua visita a Teerã, em 2014.

## Declaração de 14 Ativistas Políticos
Gohar Eshghi é um dos signatários da Declaração dos 14 Ativistas Políticos durante os protestos iranianos de 2017-2018, solicitando a renúncia de Ali Khamenei de seu cargo de Líder Supremo do Irã e, posteriormente, a abolição da república islâmica e o estabelecimento de um governo democrático secular.

## Ataque
Em 9 de dezembro de 2021, pouco antes do meio-dia, Gohar Eshghi estava a caminho do cemitério para visitar o túmulo de seu filho, quando dois motociclistas a abordaram em uma motocicleta e um deles atacou a idosa derrubando-a no chão, fazendo-a cair. Ela sofreu ferimentos na cabeça e no rosto, e perdeu a consciência. As pessoas que viram o incidente a levaram para um hospital.
Um comunicado divulgado pela Sattar Foundation no Instagram disse que, um mês antes do incidente, agentes de segurança haviam detido a família para impedi-los de se juntar às famílias de outras vítimas em uma reunião. Durante essa prisão, os agentes ameaçaram a família de que algumas pessoas morreriam na prisão sob tortura, mas algumas também poderiam morrer em um acidente ou em uma briga. Após o incidente, a família continuou recebendo ameaças anônimas.

## Remoção do hijab em apoio aos manifestantes
Em 18 de outubro de 2022 e em meio aos protestos de Mahsa Amini, Gohar Eshghi tirou seu hijab em um vídeo que ela publicou e disse: "Pelo bem de nossa juventude, depois de observar este hijab por [quase] 80 anos para a religião que quer matar pessoas, vou tirar meu hijab." No mesmo vídeo, ela pediu que as pessoas saíssem às ruas em solidariedade aos jovens.
Em 11 de dezembro de 2022, Gohar Eshghi anunciou em uma mensagem de vídeo que ela e sua família foram ameaçados por agentes do governo. Ela enfatizou que, se algo acontecer com eles, o responsável será o líder supremo do Irã, Ali Khamenei. Ela acrescentou que as forças de segurança a ameaçam há onze anos, mas ela e o povo do Irã estão prontos para expulsá-los e a seu mestre (Khamenei) do país. Gohar Eshghi já havia relatado ameaças contra ela pelo regime clerical no início de dezembro, dizendo: "Ninguém tem medo da morte! Não ameace!"

## Reconhecimento
Em 2022, a BBC incluiu Gohar Eshghi na lista das 100 mulheres mais inspiradoras e influentes de todo o mundo e a elogiou como um símbolo de resistência e persistência.